# Sankt Ulrich im Mühlkreis
St. Ulrich im Mühlkreis je rakouská obec ve spolkové zemi Horní Rakousy, v okrese Rohrbach.
V roce 2011 zde žilo 670 obyvatel.

## Části obce

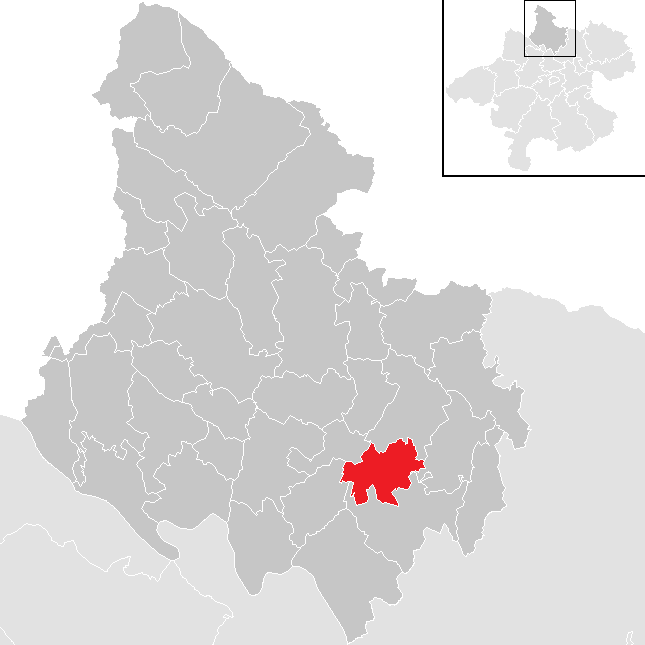
Poloha obce na mapě okresu

- Bairach
- Baumgartsau
- Hötzeneck
- Pehersdorf
- Sankt Ulrich im Mühlkreis
- Simaden